# Mistrovství Evropy v boxu 1975
XXI. mistrovství Evropy v boxu proběhlo v Katovicích, Polsko ve dnech 1. až 8. června 1975. Organizátorem turnaje mistrovství Evropy byla European Amateur Boxing Association (EABA).

## Československá stopa
Příprava na mistrovství Evropy probíhala od konce března poprvé v Teplýšovicích na Benešovsku. Přípravu vedl šéftrenér Zdeněk Horák, který měl od roku 1974 k ruce polského experta Aleksandra Grądkowského – Grądkowski měl po svém příjezdu do Československa zmapovat fyzickou přípravu boxerů v československých klubech a navrhnout metodiku na její zlepšení. Do Teplýšovic dostali pozvánku Zoltán Vig, Emil Florek, Václav Hocke, Ivan Ondřej, Tibor Stojka, Ondrej Boťanský, Jaroslav Jirák, Pavol Kovács, Tomáš Kemel, Svatopluk Žáček, Ľudovít Gyerák, Zdeněk Kortiš, Ladislav Resl, Jaroslav Král, František Stojka, Miroslav Oslizlo, Ladislav Kepič, Miroslav Pavlov, Pavol Onder.
Předběžná nominace pro ME měla být zaslána do 15. května. Tato nominace nebyla oficiálně zveřejněna, protože mělo dojít k jejímu potvrzení na mistrovství republiky. Československý sport uvedl, že v předběžné nominaci byli Jozef Tessényi (v Teplýšovících nebyl kvůli ruce v sádře), Pavol Onder, Ivan Ondřej, Peter Jakab, Tomáš Kemel, Svatopluk Žáček, Zdeněk Kortiš a Petr Sommer.
Mistrovství republiky přineslo několik překvapení, mezi největší patřily tituly Milana Piskače (junior) a Zdeňka Tykvy (veterán). S oběma se při předběžné nominaci nepočítalo. Mezi smolaře patřil Svatopluk Žáček, který se v přípravě zranil a mistrovství republiky musel vynechat. Nominační komise se rozhodla do Polska obsadit všech 11 vah – v budoucnu k obsazení všech vah již nedošlo. Důvodem byla blízkost Katovic a dobré vztahy s Polským boxerským svazem. Největší dilema komise řešila v bantamové váze do 54 kg. Zkušený Václav Hocke jim nakonec situaci ulehčil svým zraněním a k odjezdu tak dostal zelenou jeho oddílový sparingpartner Milan Piskač.
Vedoucí výpravy: ???, šéftrenér reprezentace: Zdeněk Horák, trenér (sekundant): Tibor Löw
Na mistrovství Evropy startovalo za Československo 11 boxerů:
- −48 kg: Jozef Tessényi (*1947) ze SVŠ MV ČSZTV Bratislava (TJ OSP Galanta)
- −51 kg: Alexander Polák (*1955) ze SVS FMV (TJ Rudá hvězda Ústí nad Labem)
- −54 kg: Václav Hocke (*1952) z TJ Lokomotiva Děčín, Milan Piskač (*1956) z TJ Lokomotiva Děčín
- −57 kg: Radimír Podlucký (*1956) ze SVS ČSTV Ostrava (TJ VŽKG Ostrava)
- −60 kg: Karel Kašpar (*1952) ze SVS FMV (TJ Rudá hvězda Ústí nad Labem)
- −63,5 kg: Ivan Ondřej (*1952) ze SVS ČSTV Ostrava (TJ VŽKG Ostrava)
- −67 kg: Peter Jakab (*1954) z ASVS Dukla Olomouc
- −71 kg: Tomáš Kemel (*1948) z ASVS Dukla Olomouc
- −75 kg: Zdeněk Tykva (*1946) z TJ Uhelné sklady Praha
- −81 kg: Zdeněk Kortiš (*1951) z ASVS Dukla Olomouc
- +81 kg: Petr Sommer (*1947) z ASVS Dukla Olomouc

## Výsledky
| Muži     | Zlato                    | Stříbro                   | Bronz                 | Bronz                  |
| -------- | ------------------------ | ------------------------- | --------------------- | ---------------------- |
| –48 kg   | Oleksandr Tkačenko (URS) | Enrique Rodríguez (ESP)   | Remus Cosma (ROU)     | György Gedó (HUN)      |
| –51 kg   | Vladyslav Zasypko (URS)  | Constantin Gruiescu (ROU) | Charles Magri (ENG)   | Sándor Orbán (HUN)     |
| –54 kg   | Viktor Rybakov (URS)     | Čačo Andrejkovski (BUL)   | Mircea Tone (ROU)     | Milan Piskač (TCH)     |
| –57 kg   | Tibor Badari (HUN)       | Bratislav Ristić (YUG)    | Antonio Rubio (ESP)   | Patrick Cowdell (ENG)  |
| –60 kg   | Simion Cuţov (ROU)       | Valerij Lvov (URS)        | Ryszard Tomczyk (POL) | András Botos (HUN)     |
| –63,5 kg | Valerij Limasov (URS)    | József Nagy (HUN)         | Ulrich Beyer (GDR)    | Bajram Hasani (YUG)    |
| –67 kg   | Kalevi Marjamaa (FIN)    | Victor Zilberman (ROU)    | Jerzy Rybicki (POL)   | Ib Bötcher (DEN)       |
| –71 kg   | Wiesław Rudkowski (POL)  | Viktor Savčenko (URS)     | Franz Dorfer (AUT)    | Mihály Rapcsák (HUN)   |
| –75 kg   | Vjačeslav Lemešev (URS)  | Bernd Wittenburg (GDR)    | Zdeněk Tykva (TCH)    | Jacek Kucharczyk (POL) |
| –81 kg   | Anatolij Klimanov (URS)  | Georgi Stojmenov (BUL)    | Radovan Bisić (YUG)   | Ottomar Sachse (GDR)   |
| +81 kg   | Andrzej Biegalski (POL)  | Viktor Uljanič (URS)      | Garfield McEwan (ENG) | Mircea Simon (ROU)     |

## Medailová bilance
V boxu se rozdělilo celkem 11 sad medailí.
| Pořadí | Stát                                   |       | Muži    | Muži  | Muži | Celkem |
| Pořadí | Stát                                   | Zlato | Stříbro | Bronz |      | Celkem |
| ------ | -------------------------------------- | ----- | ------- | ----- | ---- | ------ |
| 1.     | Sovětský svaz (URS)                    |       | 6       | 3     | 0    | 9      |
| 2.     | Polsko (POL)                           |       | 2       | 0     | 3    | 5      |
| 3.     | Rumunská socialistická republika (ROU) |       | 1       | 2     | 3    | 6      |
| 4.     | Maďarská lidová republika (HUN)        |       | 1       | 1     | 4    | 6      |
| 5.     | Finsko (FIN)                           |       | 1       | 0     | 0    | 1      |
| 6.     | Bulharská lidová republika (BUL)       |       | 0       | 2     | 0    | 2      |
| 7.     | Východní Německo (GDR)                 |       | 0       | 1     | 2    | 3      |
| 7.     | Jugoslávie (YUG)                       |       | 0       | 1     | 2    | 3      |
| 9.     | Španělský stát (ESP)                   |       | 0       | 1     | 1    | 2      |
| 10.    | Anglie (ENG)                           |       | 0       | 0     | 3    | 3      |
| 11.    | Československo (TCH)                   |       | 0       | 0     | 2    | 2      |
| 12.    | Rakousko (AUT)                         |       | 0       | 0     | 1    | 1      |
| 12.    | Dánsko (DEN)                           |       | 0       | 0     | 1    | 1      |
| Celkem | Celkem                                 |       | 11      | 11    | 22   | 44     |